# Kalakukko
Il kalakukko è un piatto tradizionale della cucina finlandese.
Consiste in un pasticcio di pesce e carne di maiale salata (pancetta o bacon) racchiuso in un involucro di impasto azzimo, in genere di segale, sottoposto a una lunga e lenta cottura al forno. Originario dalle regioni storiche del Savo e della Carelia, nel corso del XX secolo si è poi diffuso a tal punto nell'intero paese da poter essere considerato il piatto nazionale della Finlandia.
È realizzato con un impasto non lievitato di pane, di solito un pane di segale con eventuali aggiunte di altre farine, a cui viene data una forma allungata, simile a quella di un polpettone. Prima di essere passato in forno per una lunga cottura, il preparato viene farcito e salato con pesce e con l'aggiunta di pezzetti di carne di maiale o bacon. La crosta protegge l'interno prolungandone la conservazione dopo la cottura e ne favorisce il trasporto e la maneggevolezza, fungendo da una sorta di "scatola portavivande commestibile".
È considerato un piatto unico, assimilabile all'inglese Cornish pasty. Inoltre, per le sue caratteristiche, si presta ad essere usato come pranzo al sacco, secondo un'usanza un tempo praticata da contadini e boscaioli, o ai fedeli che si spostavano la domenica per raggiungere la chiesa dove partecipare alla messa. Acquistato per strada o al mercato, magari appena sfornato, il kalakukko si presta a essere consumato come cibo da strada.
Dal 2002 ha ottenuto il marchio di origine di specialità tradizionale garantita (STG), tra i prodotti alimentari tipici dell'Unione europea.

## Origine storico-geografica

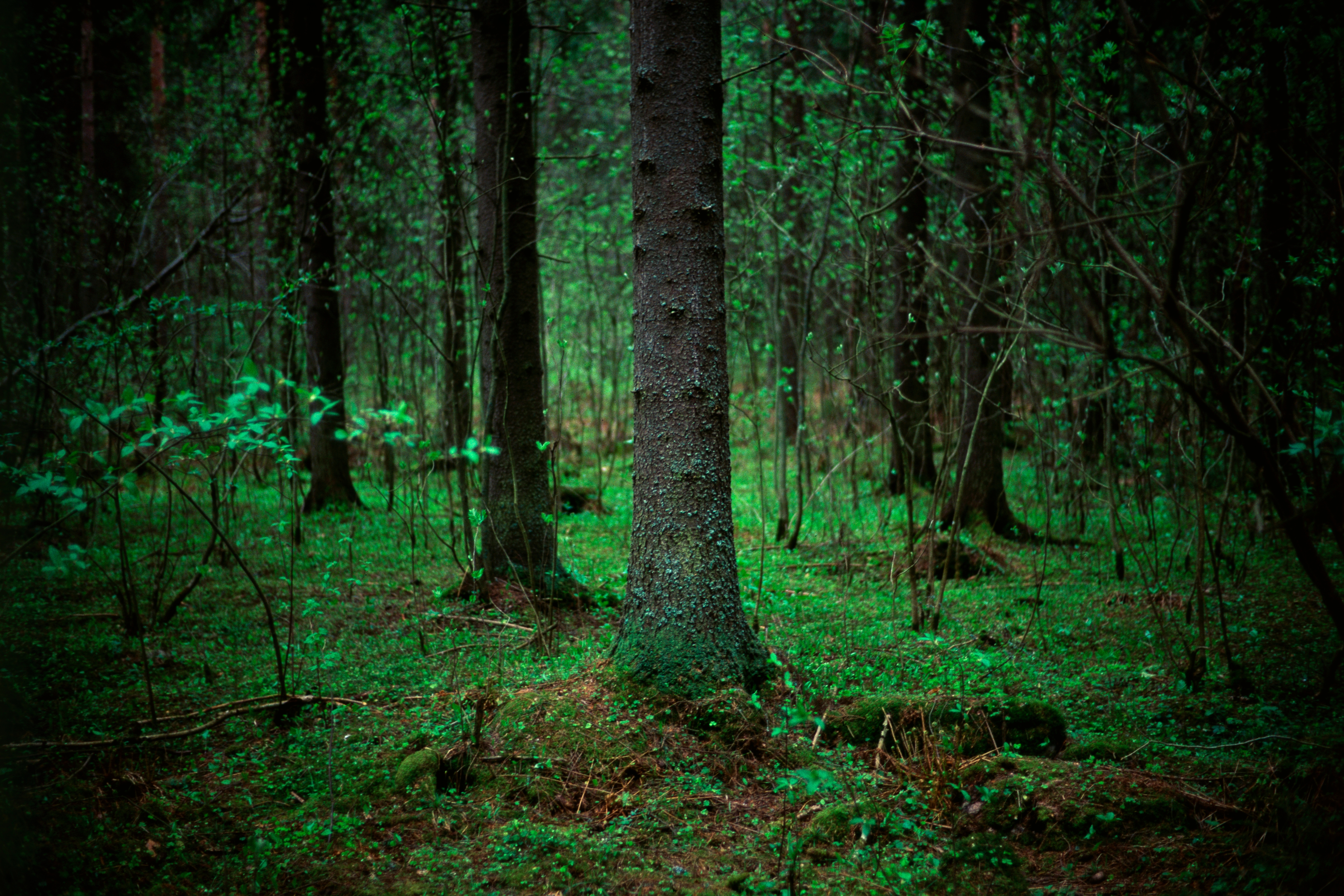
Paesaggio del sottobosco nei pressi di Kuopio, nel Savo settentrionale, nella Regione dei laghi

La preparazione si inscrive nella tipicità della cucina finlandese, che fa grande uso del pesce. L'origine del piatto viene fatta risalire al Medioevo e a un'area originaria molto circoscritta indicata nella Savonia e nella Carelia, entrambe regioni considerate ancor oggi zone di elezione per la migliore degustazione del kalakukko. Si tratta di territori facenti parte della Regione dei laghi (Järvi-Suomi, «Finlandia lacustre»), area geografica caratteristica ai confini con la Russia, costellata da specchi d'acqua e innervata da canali acquiferi, per questo ricca di pesci d'acqua dolce. Nella regione, una particolare vocazione per la preparazione di questa ricetta è attribuita alla città di Kuopio, dove il kalakukko può essere acquistato ancora caldo, appena sfornato dalle botteghe di fornai, o sui banchetti del colorato mercato all'aperto.

### Significato alimentare e culturale
Da un punto di vista economico e alimentare, l'importanza storica del kalakukko risiede nel fatto che la sua preparazione permetteva di sfruttare pesci di piccola taglia, spinosi, difficili da fruire altrimenti da un punto di vista culinario. È proprio la particolare cottura del ripieno, lenta e prolungata a temperature relativamente basse e all'interno di una crosta che funge da casseruola, che riesce ad ammorbidire le lische al punto da non essere più un problema per l'ingestione.
Nell'alimentazione finlandese la preparazione e il consumo del kalakukko coinvolge anche i valori culturali ed antropologici. Per le sue caratteristiche alimentari, per la sua praticità e durata, il kalakukko veniva usato dai lavoratori dei campi e dei boschi come un pasto completo, comodo da portare con sé, da consumare sul luogo di lavoro. La stessa pagnotta è dimensionata in modo tale da fornire, con il suo contenuto nutrizionale, un apporto nutrizionale sufficiente a una giornata di lavoro di un tagliaboschi Una traccia di questo uso tradizionale si conserva ancora oggi, nella predilezione di molte persone per il suo consumo come colazione al sacco. Veniva portato con sé dai fedeli nei loro lunghi spostamenti domenicali per raggiungere la chiesa, come pranzo al sacco da consumarsi dopo la celebrazione eucaristica. 
Ne esisteva perfino un'apposita versione portatile, il ripakukko, dotato di una maniglia (ripa, in finlandese). Quest'ultima, intrecciata in vimini, veniva incorporata nell'impasto. Il ripakukko, insieme alle eventuali bisacce usate nel viaggio, veniva appeso per la maniglia ai rami prominenti di qualche grosso sorbo degli uccellatori all'esterno della chiesa per essere consumato all'uscita della funzione religiosa, prima di intraprendere il viaggio di ritorno verso casa. Il kalakukko era solito essere consumato anche il sabato sera, dopo che l'intera famiglia, esaurito il rito collettivo della sauna settimanale, si raccoglieva in soggiorno per accingersi alla cena. Veniva anche preparato in occasione delle feste in famiglia, o come specialità da offrire agli ospiti.

### Diffusione in Finlandia
Nel corso del XX secolo, il kalakukko si è emancipato dalla sua condizione di piatto regionale. Durante il secondo dopoguerra si è diffuso in molte aree del paese, fino ad assurgere al ruolo di piatto nazionale. La diffusione quasi ubiqua fu favorita dalla revisione dei confini avvenuta in conseguenza dell'armistizio di Mosca del 1944 e del successivo Trattato di Parigi del 1947, che sacrificarono parte della Carelia in favore dell'Unione Sovietica. Questo determinò una diaspora degli abitanti provenienti da queste zone, che portarono seco questo piatto tradizionale.

### Nome
Il nome si compone di due termini distinti: kala, che in finlandese vuol dire pesce, e kukko, che assume il significato di gallo (dal punto di vista etimologico, la parola kukko è confrontabile con l'inglese cock o il francese coq, che ne condividono entrambi la stessa origine onomatopeica). Dunque, una traduzione letterale del nome darebbe Gallo di pesce. Il motivo di questa strana associazione di termini è completamente sconosciuto e ciò lascia spazio alle più varie e curiose congetture, tra cui quella secondo cui il nome deriverebbe dal lungo passaggio in forno a bassa temperatura: per tradizione, infatti, si sfruttava il calore residuo della panificazione, lasciando il kalakukko a cuocere per l'intera notte, un trattamento più somigliante all'incubazione di un uovo che alla cottura di un cibo.
Un'altra ipotesi rintraccerebbe l'origine del nome attuale in un parziale prestito linguistico avvenuto in un'epoca molto risalente nel tempo, collocabile tra il medioevo e la prima età moderna, scaturito dai rapporti commerciali intrattenuti con i mercanti e navigatori della Lega anseatica. Secondo questa teoria, ritenuta plausibile, kukko deriverebbe da un'alterazione della parola tedesca Kuchen (torta, confrontabile con l'inglese cake). Si ritiene probabile che i mercanti e i marinai anseatici caricassero le loro navi dirette in patria con pelli di animali e "torte di pesce" da utilizzare come scorte alimentari da mangiare durante il viaggio di ritorno. Ma in realtà la sua etimologia è diversa: kukko ha la stessa radice di kukkaro che significa portamonete, quindi portamonete di pesce.

## Preparazione
La preparazione prevede due fasi distinte per i due elementi che lo compongono, la crosta esterna in impasto di pane e la farcitura interna.

### Crosta esterna

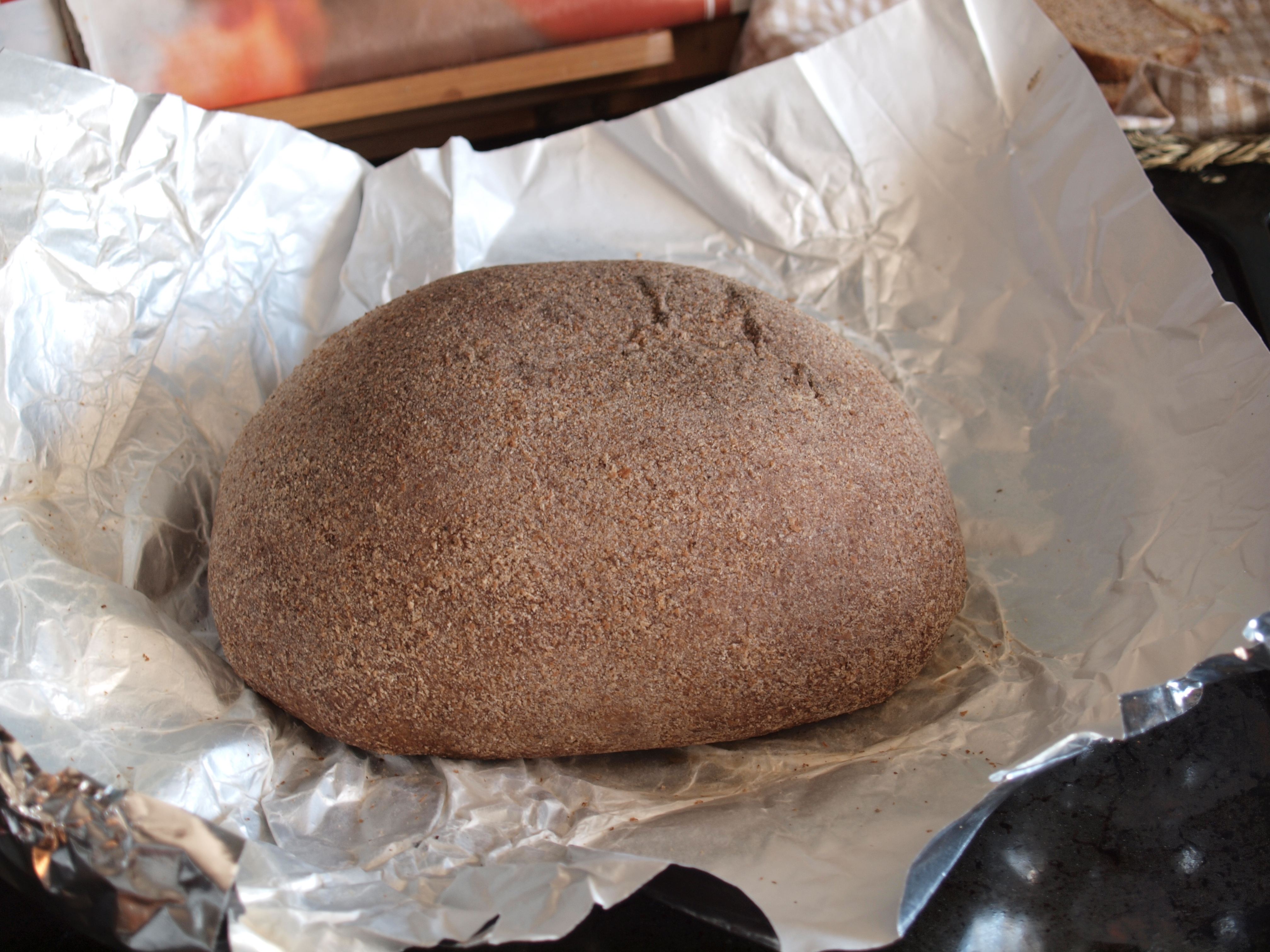
La crosta di un kalakukko della Savonia

All'impasto di farina di segale può essere aggiunta della farina di frumento o eventualmente di orzo, al fine di renderlo di consistenza più morbida. Si aggiunge poi il sale e il burro fuso, quest'ultimo in dose di 80-100 grammi per ogni chilo di farina. L'impasto dovrà essere spianato e tirato fino a formare un cerchio (o un ovale) delle dimensioni di 15-40 centimetri, con uno spessore al centro di circa 1 o 1,5 centimetri.
In origine l'impasto era di sola segale, macinata a mano, in maniera abbastanza grossolana, con una mola in pietra. Importante era che l'impasto fosse sufficientemente consistente da contenere senza cedimenti il ripieno. L'aggiunta di altre farine, quali di orzo e di grano, è arrivata dopo, dal momento che l'uso delle farine di segale industriali non sarebbe in grado di garantire gli stessi risultati. Talvolta si aggiungono anche fiocchi d'avena, al fine di migliorare l'assorbimento dell'umidità ed evitare colature nel forno.

### Ripieno

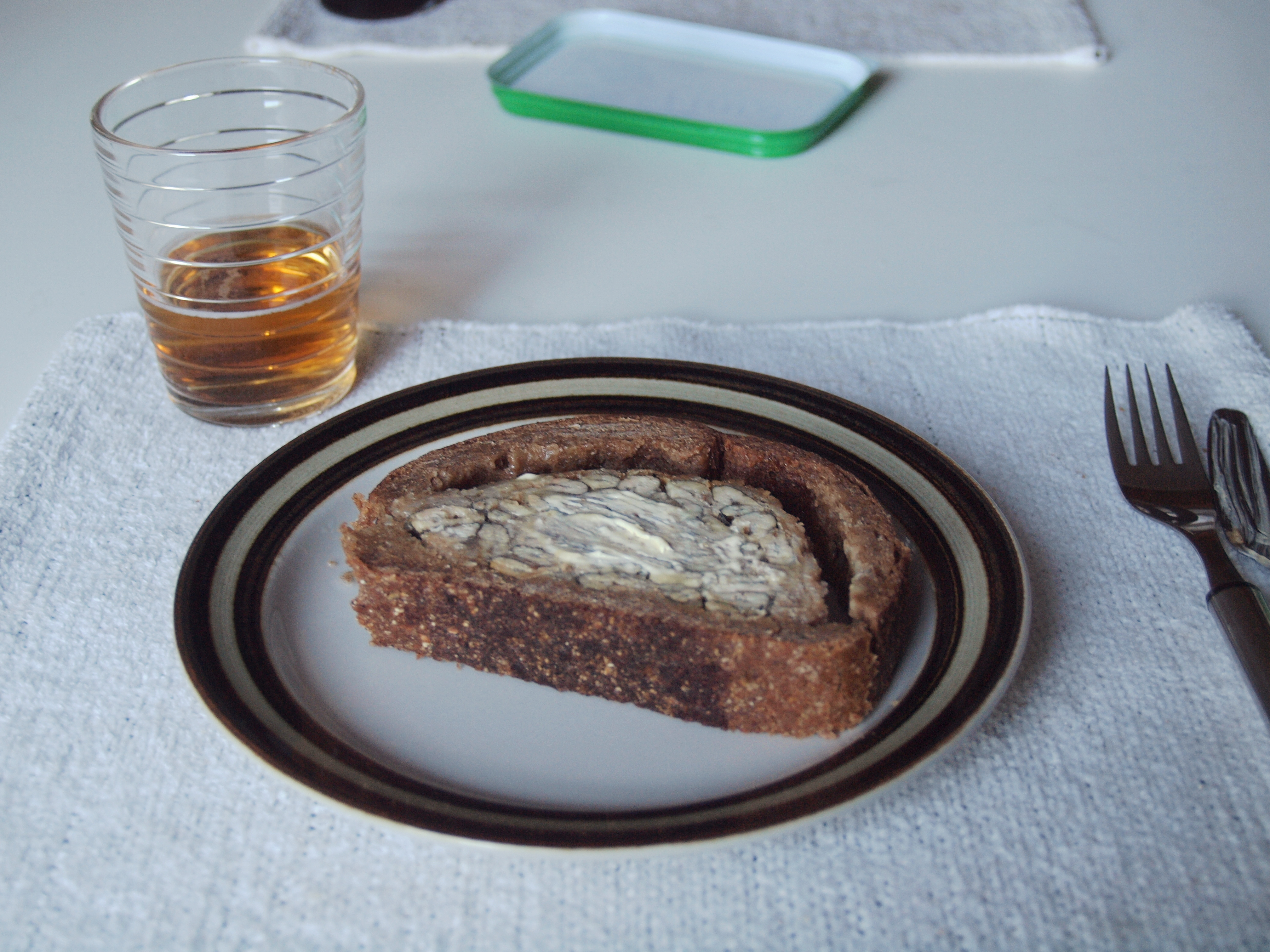
Il taglio in fetta (qui spalmata di burro e accompagnata da birra) mette in evidenza il ripieno

Nella preparazione del ripieno domina il pesce, ingrediente tipico di molti piatti della cucina finlandese, con l'aggiunta di carne di maiale. Il pesce, asciugato dopo la pulitura, eventualmente sfilettato, sarà disposto, in maniera compatta, al centro della superficie dell'impasto tirato; quest'ultimo può essere spolverato al centro con una cucchiaiata di farina di segale per trattenere meglio i succhi estratti della farcitura durante la cottura.
Di norma vengono utilizzati pesci di piccola taglia, essenzialmente di acqua dolce, fluviale o lacuale, ma è ammesso anche il salmone. Vanno usati interi il coregone (muikku in finlandese), il pesce persico, il gardon e lo sperlano, a filetti il salmone. Ingrediente molto ricorrente è il coregone, mentre l'uso del persico (ahven, in finlandese) determina addirittura un mutamento del nome, che diviene ahvenkukko ("torta di perca").
Il pesce va utilizzato fresco anche se, in passato, qualora non vi fosse stata disponibilità, si ricorreva anche al pesce salato o essiccato. In epoche passate, durante stagioni di forte penuria o di carestia, si ricorreva all'espediente di farcire l'impasto con teste di aringhe sotto sale, prive di valore alimentare: queste, peraltro, servivano solo a dare il sapore al ripieno, ma venivano rimosse o scartate al momento della consumazione del pasto.
Il pesce va disposto in strati, salati e guarniti da qualche ricciolo di burro. L'ultimo strato va coperto di bacon (fresco o sotto sale) e condito con un cucchiaino di sale. Il rapporto tra pesce e carne grassa di maiale deve essere di circa 2:1. Il grasso fornito dalla carne di maiale e dal burro è un ingrediente fondamentale per donare succulenza e piacevolezza al palato. La ricetta originale prevede che il bacon non sia affumicato, mentre può essere del tipo conservato sotto sale.

### Sagomatura

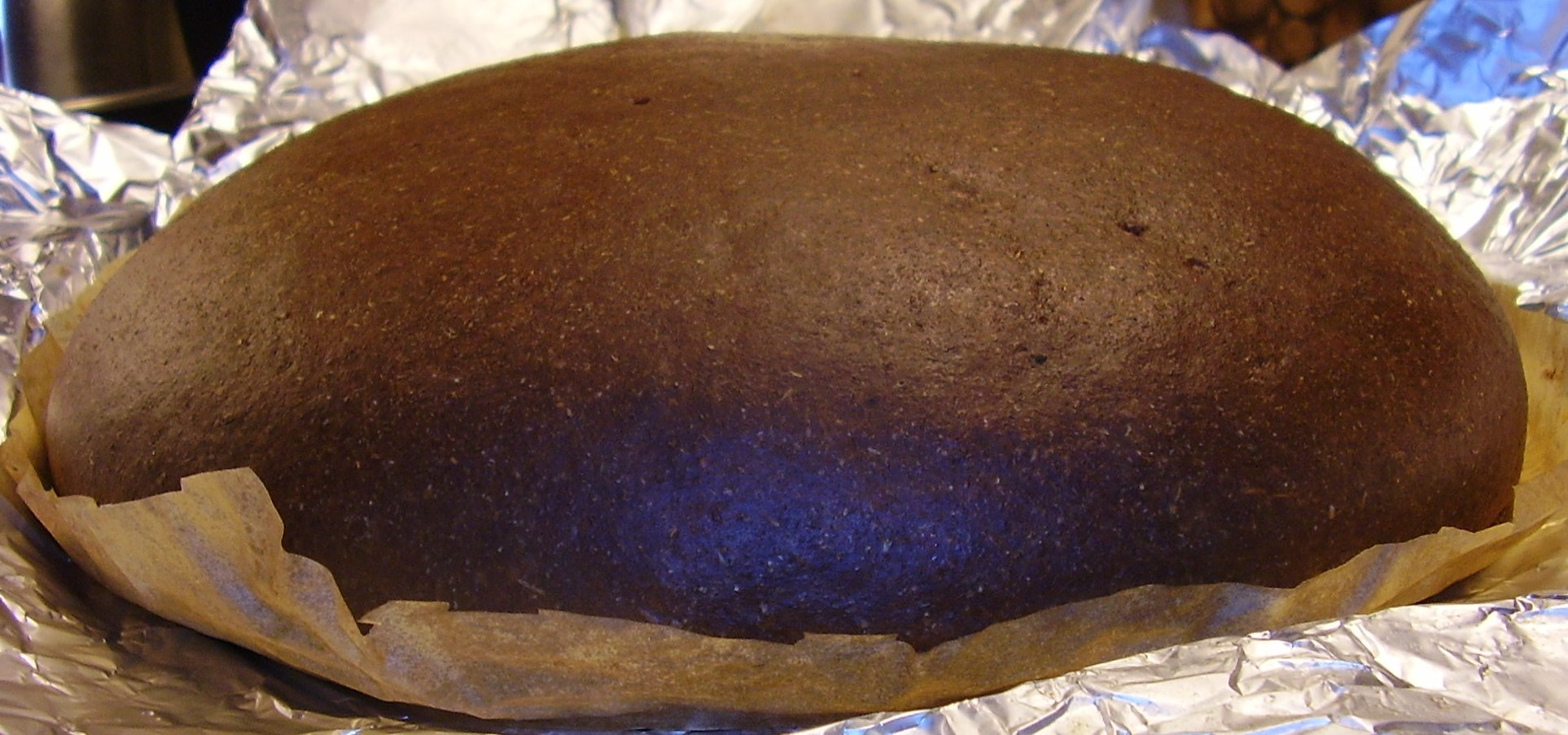
L'aspetto esteriore di un kalakukko

Una volta che sia stato disposto il ripieno, l'impasto va richiuso verso l'alto, sollevando e unendo i lembi laterali, e quindi congiungendone le estremità, fino a racchiudere completamente la farcitura. Per facilitare la fusione e la saldatura manuale dei lembi, questi potranno essere inumiditi con acqua aiutandosi con la punta delle dita umettate.
Infine, si aggiusterà la forma con le mani e altri strumenti, eventualmente umettandone la superficie, fino a raggiungere la sagoma desiderata, rotondeggiante o ovale.

### Cottura
La cottura del kalakukko avviene in forno, attraverso un processo molto lungo. In passato, si sfruttava il calore residuale dopo la panificazione, lasciando il kalakukko a "riposare" nel forno ancora caldo per l'intera nottata. In questo caso, il kalakukko poteva essere ricavato dalle rimanenze dell'impasto per panificazione, un'usanza simile a quella in voga tra i fornai di Napoli, che sono soliti impastare una pizza napoletana recuperando gli scarti avanzati dalla lavorazione della giornata.
Nella preparazione moderna, così come codificata nella domanda di registrazione europea quale prodotto alimentare specifico, la cottura tradizionale con il calore residuo del pane, non più riproducibile nella vita quotidiana, è sostituita da un laborioso processo suddiviso in più fasi, ciascuna delle quali avviene a una diversa temperatura, con durate variabili che dipendono dalla grandezza della forma ottenuta:
- Prima fase: cottura in forno a 250-300 °C per un tempo abbastanza breve, variabile da 20 minuti a un'ora[9]. Durante questa fase, va controllata e preservata l'integrità della crosta, eventualmente intervenendo a riparare le screpolature o le fratture superficiali con altro impasto[9], dovendosi evitare, a tutti i costi, che la rottura o il collasso della crosta determini un'asciugatura del ripieno[2]). Questo breve passaggio a temperature sostenute conferisce alla crosta un indurimento superficiale che ne favorisce l'attitudine a conservarsi[4].
- Seconda fase: cottura in forno a 125-150 °C per un tempo lungo, variabile da 4 a 6 ore[9]. La superficie va spennellata di burro ed eventualmente avvolta nella carta stagnola[9]. In questa lunga fase avviene la lunga cottura del ripieno[9]. La crosta, induritasi nella prima fase, forma uno strato che permette al ripieno di conservarsi morbido e di insaporirsi lentamente[4]. Incapsulate in questa crosta, come in una casseruola, le spinosità del pesce si ammorbidiscono per effetto della lenta cottura e assumono una consistenza tale da sciogliersi in bocca al momento dell'assaggio[6].
- Terza fase: in forno a temperature inferiori a 100 °C per 2 o 3 ore (nella cottura tradizionale, invece, il kalakukko, trascorsa la notte, veniva lasciato ancora in forno, alla temperatura raggiunta da quest'ultimo, ma dopo averlo tirato fuori solo per un attimo al fine di avvolgerlo e proteggerlo in un panno di lana).

Il risultato finale dovrà avere una crosta non troppo dura né troppo asciutta, indici questi di passaggi in forno a temperature troppo elevate.

#### Succedanei e varianti
Vista l'importanza dell'apporto di grasso per la riuscita della preparazione, nelle case in cui la carne di maiale non fosse disponibile, si ricorreva a succedanei come il burro. Un altro surrogato del maiale poteva essere la carne di montone. In passato, anche il pesce, alla bisogna, era spesso sostituito da tagli di carne, in genere piccoli ed economici pezzi per stufato, ma anche mammella o, persino, carne di scoiattolo. Dal kalakukko derivano anche altre ricette.
Ad esempio, alcuni finlandesi utilizzano un ripieno di pezzi di carne e patate, mentre altri lo farciscono con rape (ad esempio, la rutabaga, o navone, anch'essa una specie di rapa) e carne di porco (queste usanze sono considerate varianti eterodosse, deprecate dai puristi). Oltre alla rapa, altri vegetali usati per ripieni non convenzionali sono i cavoli e i funghi. Esistono anche ripieni non convenzionali che fanno uso del porridge e maiale, spesso con aggiunta di cipolla. Molto inconsueto è l'utilizzo di una poltiglia ottenuta da un miscuglio di neve e sale grosso: in quest'ultimo caso, la neve lascia una cavità vuota di crosta costellata da cristalli di sale.

## Modalità di consumo

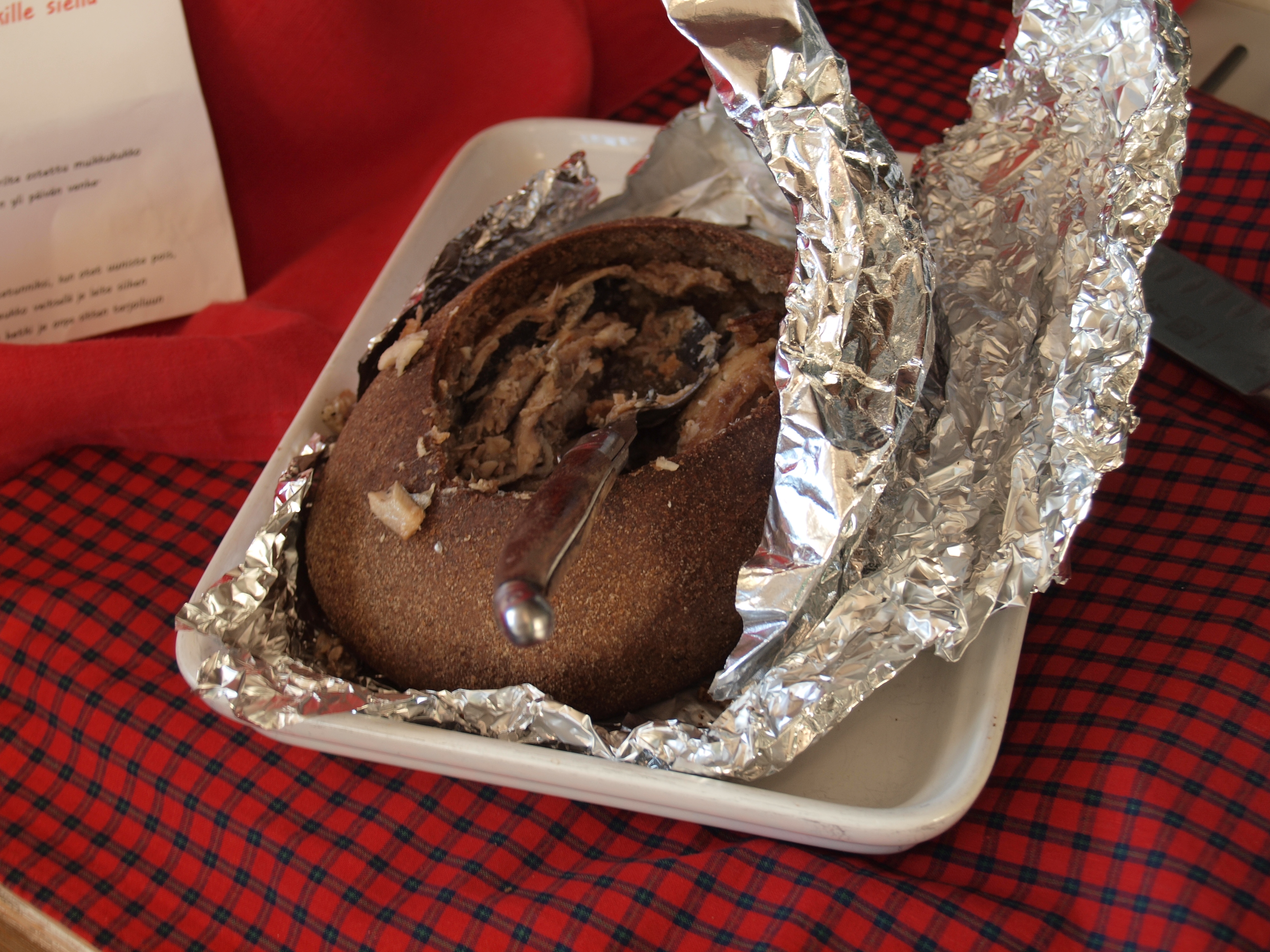
Kalakukko confezionato in Savonia, comprato a Helsinki, consumato in Francia

La combinazione di nutrienti (carboidrati, proteine e grassi) fa del kalakukko un pasto completo, da considerarsi come piatto unico. Il kalakukko può essere mangiato caldo, appena sfornato per strada o in mercatino, o come pasto freddo.
Le sue caratteristiche di pasto completo, facile da conservare e maneggiare, lo rendono particolarmente adatto come pranzo al sacco e cibo da strada, e come tale, localmente, è usato di frequente per spuntini, snack, pic-nic.

### Presentazione
Lo chef Jaakko Kolmonen, volto televisivo molto noto del canale YLE TV2 della televisione di stato (Yleisradio), suggerisce tre modi diversi di presentazione:
- il kalakukko può essere servito in un piatto dopo averlo affettato come se fosse una pagnotta[13], in fette piuttosto spesse[12]: ogni sezione della pagnotta trancia i pesci del ripieno e ne mette in evidenza il caratteristico mosaico, avvolto dal bacon e circondato dalla crosta[8]. Il taglio in fette più precise è agevolato da una disposizione dei pesci in parallelo, lungo l'asse più lungo del kalakukko, che esalta anche l'effetto decorativo e calligrafico del mosaico ottenuto dal taglio trasversale[12]. Questo metodo è tipico della Savonia meridionale ed è molto usato per l'assaggio da parte dei turisti, che lo comprano, solitamente, già tagliato a metà[12].
- Il kalakukko può essere invece mantenuto intero, e mangiato con un cucchiaio, dopo aver scoperchiato la farcitura rimuovendo un'estremità della calotta[13]: in tal caso, la fetta asportata dalla crosta può essere sbocconcellata in pezzetti da intingere o spalmare nel burro e utilizzare per asportare il ripieno[8][13], anche in luogo del cucchiaio, aiutandosi con il coltello usato per il taglio[12]. La stessa sorte è riservata alle pareti del kalakukko, mentre la base della crosta può essere risparmiata e conservata per la prima colazione della domenica, quando sarà accompagnata da un porridge di riso[12] Questo modo di servire il kalakukko, come una portata, è considerato canonico da puristi e intenditori della gastronomia della Savonia[12]. In passato poteva essere seguito o accompagnato da riso o da qualche zuppa di farina, mentre oggi è solitamente accompagnato da patate[12]. Anche questo modo mette in risalto i calligrafici intrecci della massa del ripieno, con tessiture che si prestano a suggestive interpretazioni, come, ad esempio, l'imitazione di circonvoluzioni della corteccia di un cervello incapsulato nelle pareti della sua scatola cranica[14].
- Il terzo modo di presentazione lo vede tagliato a fette cuneiformi, servite in un piatto, come si trattasse di una torta[8].

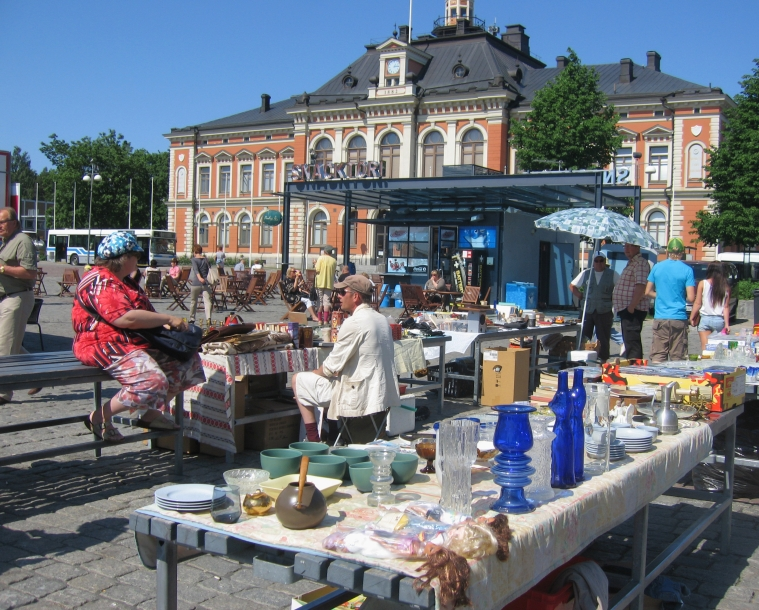
Kuopio e il suo colorato mercato, divenuto attrazione turistica, entrambi tra i luoghi tipici per il consumo del kalakukko

La presentazione del piatto prevede che il kalakukko possa essere accompagnato da una guarnitura di burro sciolto o in riccioli, e da un contorno di patate novelle, cetrioli, pomodori.

## Conservazione
Le laboriose fasi della cottura spingono l'interno del kalakukko, per un periodo prolungato, a temperature superiori a 65 °C, causando la disattivazione enzimatica del contenuto e l'inibizione della proliferazione batterica. Questo processo, unito al rapido raffreddamento al termine della cottura, seguìto poi da un corretto confezionamento, favorisce la conservazione del prodotto, da realizzarsi comunque a temperature sufficientemente basse.

## Luoghi tipici

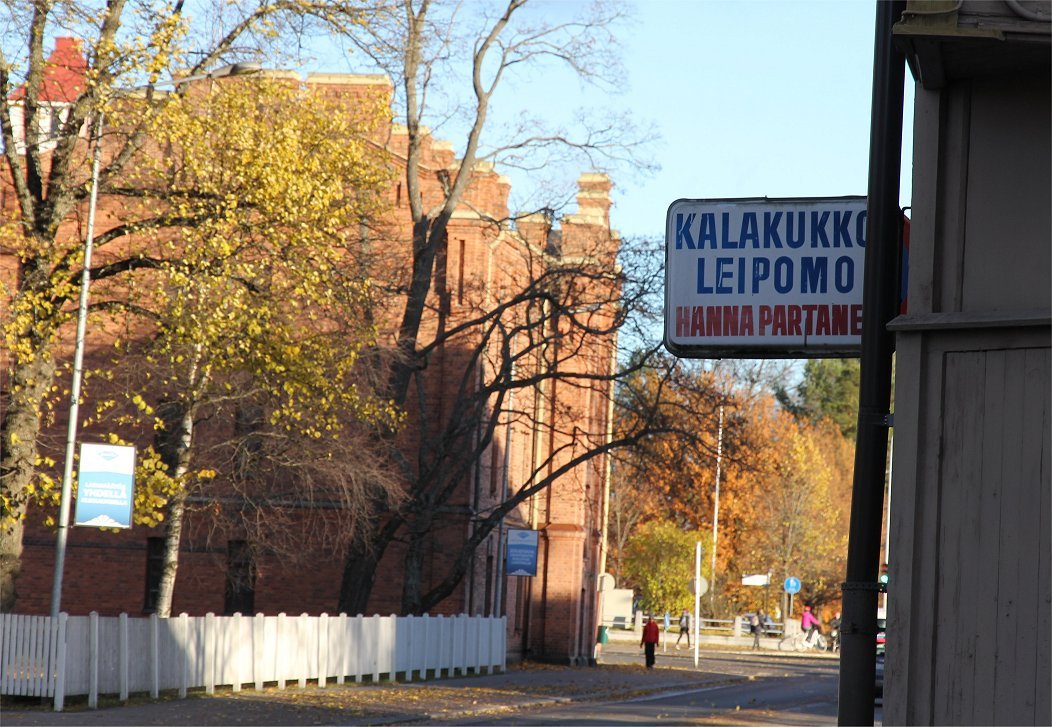
Il forno storico di Hanna Partanen a Kuopio

Sebbene ormai sia considerato un piatto delle cucina nazionale finlandese, la tipicità del kalakukko rimane legata ad alcune aree particolari, nella Savonia e nella Carelia, dove si rinvengono i luoghi più indicati per una migliore degustazione della specialità.  Particolare importanza assume la vocazione produttiva della città di Kuopio. Proprio a Kuopio ha operato colei che è considerata la "madre" della commercializzazione del kalakukko, la fornaia Hanna Partanen (1891-1969), che, negli anni trenta del Novecento, si dedicò per prima alla produzione e alla vendita al pubblico di una specialità che, per le sue modalità di preparazione, era rimasta confinata, fino ad allora, nell'ambito tradizionale dell'economia contadina o domestica, con piccole e residuali produzioni casalinghe destinate in prevalenza all'autoconsumo.
Il suo forno, aperto al n. 15 di via della Caserma (Kasarmikatu), a 500 metri dal caratteristico mercato all'aperto, ha determinato una svolta nella fruizione del kalakukko: il laboratorio, progressivamente ingranditosi, è arrivato, nel secondo dopoguerra, perfino a esportare la pietanza negli Stati Uniti d'America, assumendo, col tempo, uno status di forno storico della città e guadagnandosi anche un discreto interesse quale tappa e punto di riferimento per i viaggiatori interessati a spunti di turismo enogastronomico. Oltre che al forno storico di Hanna Partanen, il kalakukko può essere acquistato ancora caldo, appena sfornato, anche dalle botteghe di altri fornai, o dai banchetti del colorato mercato all'aperto

## Regime comunitario di protezione del marchio
Nell'anno 2001, è stata inoltrata, all'Unione europea, richiesta di registrazione per l'ottenimento della specificità di prodotto alimentare tipico. A luglio 2002, ha ottenuto il riconoscimento di Specialità tradizionale garantita (STG) tra i Prodotti della panetteria, della pasticceria, della confetteria o della biscotteria, un marchio di origine che si inscrive nel quadro di protezione comunitaria dei prodotti alimentari tipici. Diverse versioni e varianti ancora in uso, che non si conformano alla preparazione canonica destinataria del riconoscimento UE, non possono fregiarsi del marchio di tipicità europeo né possono fruire del relativo regime di protezione.